# Alicja Patey-Grabowska
Alicja Patey-Grabowska (ur. 1937 w Warszawie) – polska poetka, tłumaczka, autorka sztuk scenicznych i utworów dla dzieci, krytyk literacki.

## Życiorys
Urodziła się w Warszawie, ukończyła studia na Wydziale Polonistyki Uniwersytetu Warszawskiego. Pochodzi z rodziny nauczycielskiej, ojciec Kazimierz Grabowski – oficer rezerwy – zginął w Katyniu.
Debiutowała w 1961 r.  wierszami w Almanachu Młodych, a w 1969 r. wydała pierwszy zbiór poezji pt. Z kręgu.
Alicja Patey-Grabowska jest propagatorką polskiej poezji w kraju i zagranicą: wygłaszała referaty o polskiej poezji (z uwzględnieniem poezji kobiet), m.in. w Londynie, Rydze, Meersburgu, Petersburgu. Występowała na spotkaniach autorskich i przeprowadzała warsztaty literackie dla różnych odbiorców: w bibliotekach, szpitalach, domach dziecka, udziela się charytatywnie.
Jej mężem był lekarz onkolog i genetyk prof. Jan Steffen (zm. 2009),następnie wyszła za mąż za lekarza i poetę Krzysztofa Saturnina Schreyera.

## Publikacje

### Tomiki wierszy
- Z Kręgu (1969)
- Adam – Ewa
- Oto ja – Kobieta
- Drzewo od wewnątrz
- Rana ziemi
- Zwierzyniec (bajki, satyry, epigramy)
- Oda do ciała
- Wiersze
- Znamię czasu
- Opowiedz miłość
- Ku pamięci
- Rozum i serce
- Imiona miłości
- Kwiaty z ognia[10]
- Znaki zodiaku: miłość pisana wierszem, współautor Krzysztof Saturnin Schreyer, Oficyna Wydawnicza NTE; zbiór poezji (2019)
- Poezje wybrane (2020)
- Szept Gai (2022)

### Książki dla dzieci
- Kołysanka
- Przygody kropelki
- Przed snem
- Wieczór Wigilijny (proza)
- Przygody lalki Babi i pajacyka Koko (proza)
- Przedziwna historia o skrzatach, elfach, trollach (proza)
- Pory roku
- Zapach akacji
- Czy słoń to koń
- Zwierzątkowo (wiersze)

### Proza
- Poetki Syreniego Grodu (2021) –  praca biograficzno-literacka
- Kochać – zapomnieć? (2022) – powieść

### Sztuki teatralne
- Ściana Przykazania (współautor  S. Załuski) pseud. Aleksander Gray, wydane pod wspólnym tytułem Mur (1995)

### Antologie
- Ja i Ty – wiersze miłosne polskich poetek współczesnych
- W imię miłości – wiersze polskich poetek od XIX do 1996 r.
- Krzyk o świcie – wiersze katyńskie (współautor S. Melak) 1992 r.

Wiersze Alicji Patey-Grabowskiej figurują w antologiach: niemieckiego tłumacza Karla Dedeciusa (1991 r.); włoskiej tłumaczki Ireny Conti (1990 r.); francuskich tłumaczy Jean Paul Mestas (2002 r.) i Bruno Durocher (2004 r.), Japonki Miki Tsukada (1993 r.) oraz w antologiach: greckiej, bułgarskiej, japońskiej, a także w pismach literackich w językach: angielski, albański, ukraiński, białoruski, rosyjski, portugalski.

### Przekłady
- D.Neumann: Botschaften der Liebe. Gedichte. Orędzia miłości. Wiersze (Warszawa, Grapio 2001, 95 s.);
- J.P. Mestas: Długo potem. Longtemps apres. Wiersze (Warszawa, Grapio 2004, 60).

## Partytury z muzyką
Zbigniew Bargielski do wierszy Alicji Patey-Grabowskiej:
- 4 pieśni miłosne (na fortepian i mezzosopran, tłumaczenie na język niemiecki – I. Schmidt, 1975 r.): "Oto ja, kobieta", "Gdy wyłuskasz", "W kręgu", "Matka" (1969-1972)[11]
- "W kręgu" zespół kameralny (PWN 1975)
- 2 pieśni miłosne: Adam-Ewa, Akt strzelisty (1989 r.)[12]

## Nagrody
- 1989 – Nagroda Srebrnego wieńca przyznana przez Akademię Literatury i Sztuki Di Pontzen w Neapolu[3]
- 1989 – I nagroda za sztukę teatralną "Ściana" przyznana przez Pałac Pod Baranami w Krakowie (wsp. S. Załuski).
- 1996 – Tytuł Damy Poezji i profesora przyznane przez międzynarodową Akademię Literatury i Sztuki "La Crisalide" we Włoszech[3]
- 1997 – Nagroda Ministra Kultury i Sztuki za propagowanie poezji i twórczości[3]

- 2004 – Nagroda Prix Europa za wiersz  Dans un miroir.
- 2014 – Wyróżnienie za poemat PAX DOMINE przyznana przez American Poets Academy.
- 2018 – Nagroda im. Witolda Hulewicza[13]
- 2022 – Brązowy Medal Gloria Artis